# Portheimka
Portheimka nebo také Dienzenhoferův palác či Bukvojka je barokní letohrádek nacházející se v pražské čtvrti Smíchov. Je chráněn jako kulturní památka České republiky. V současnosti je Portheimka využívána jako galerie městské části Praha 5. K letohrádku přísluší jen zčásti dochovaná zahrada Portheimka.

## Historie

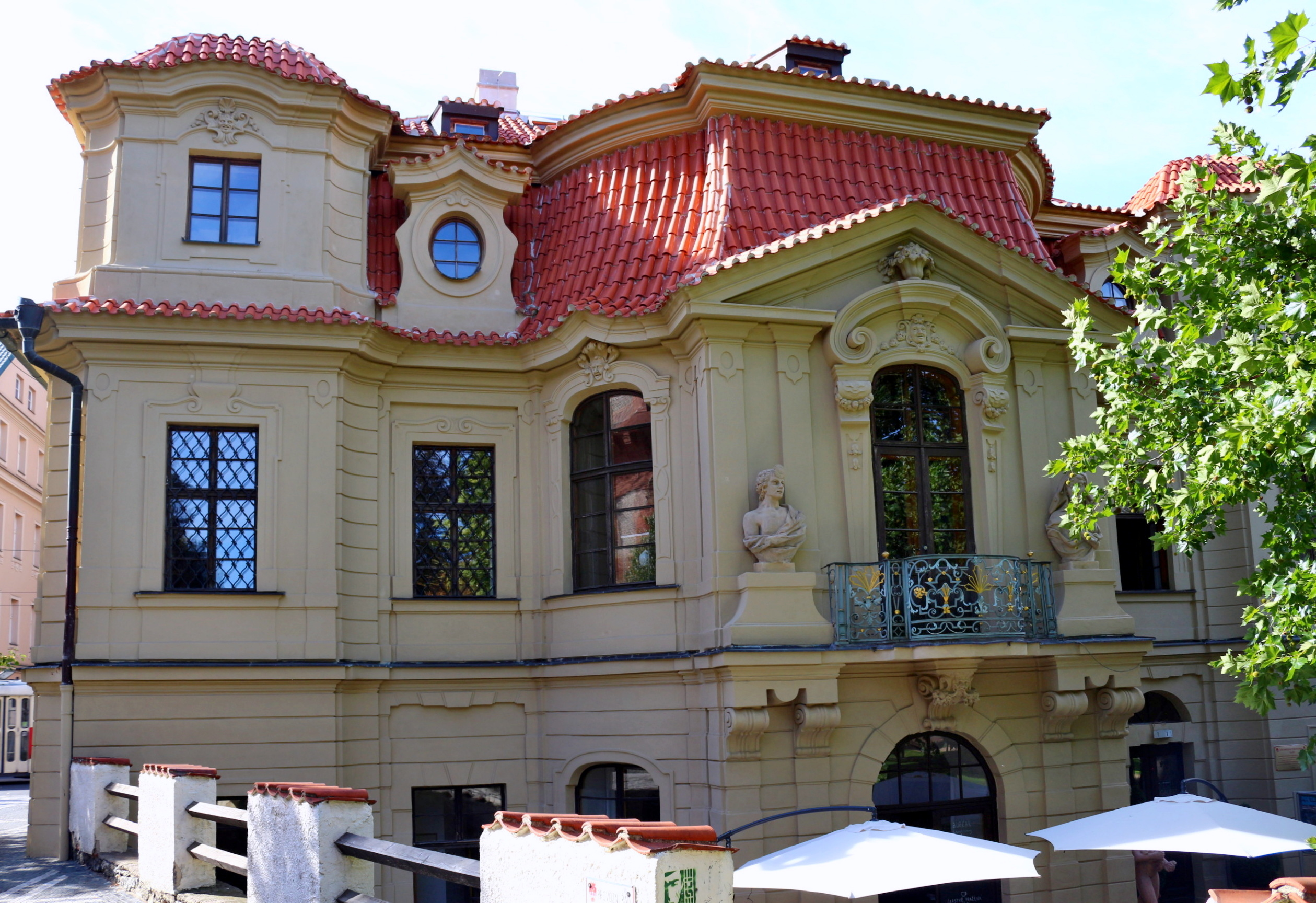
Letohrádek Portheimka od východu

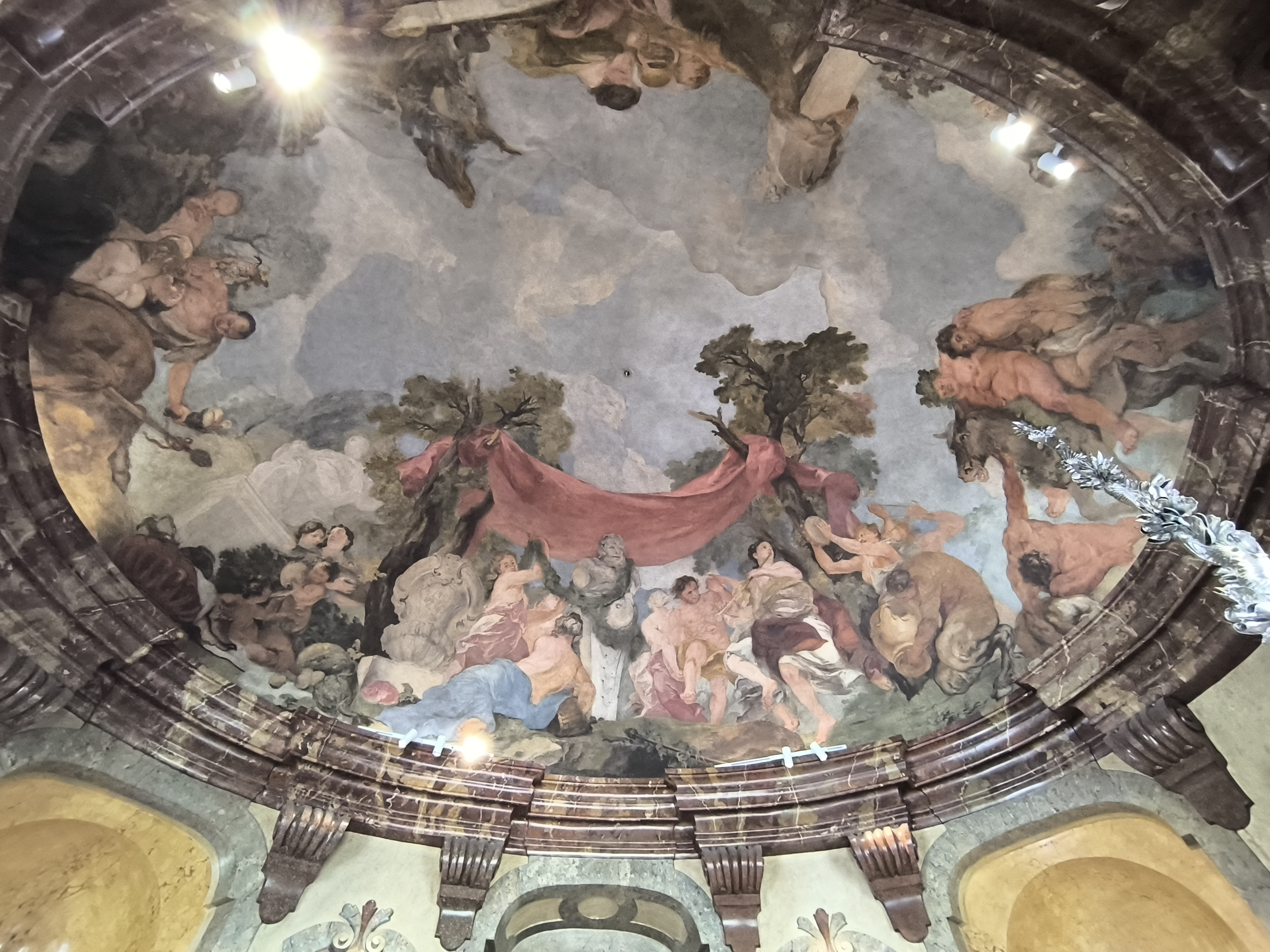
Portheimka, freska na klenbě sálu v 1. patře

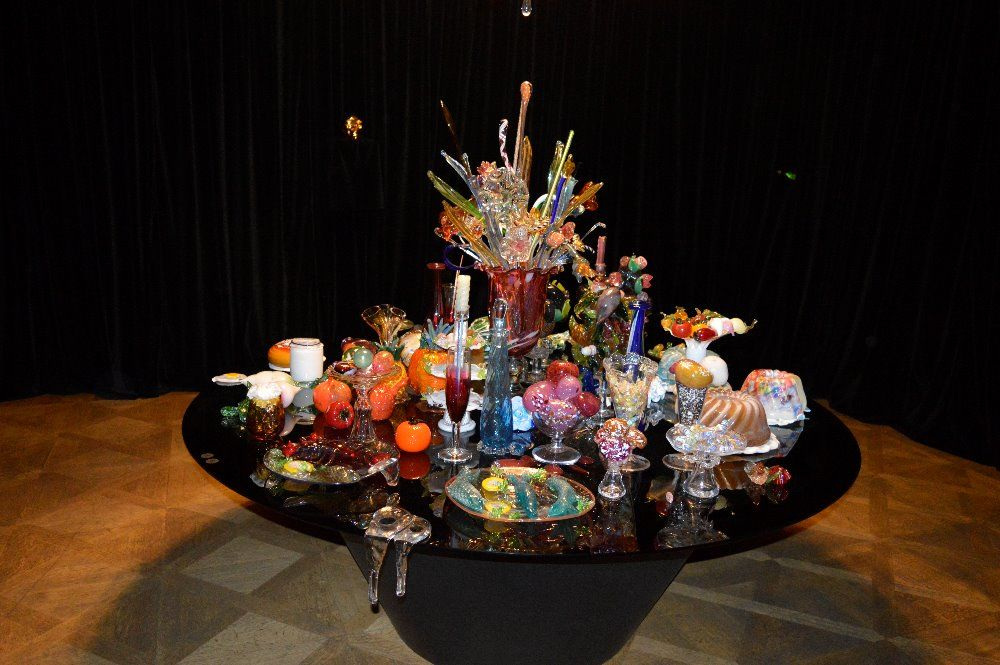
Někdejší expozice skla UPM v letohrádku Portheimka

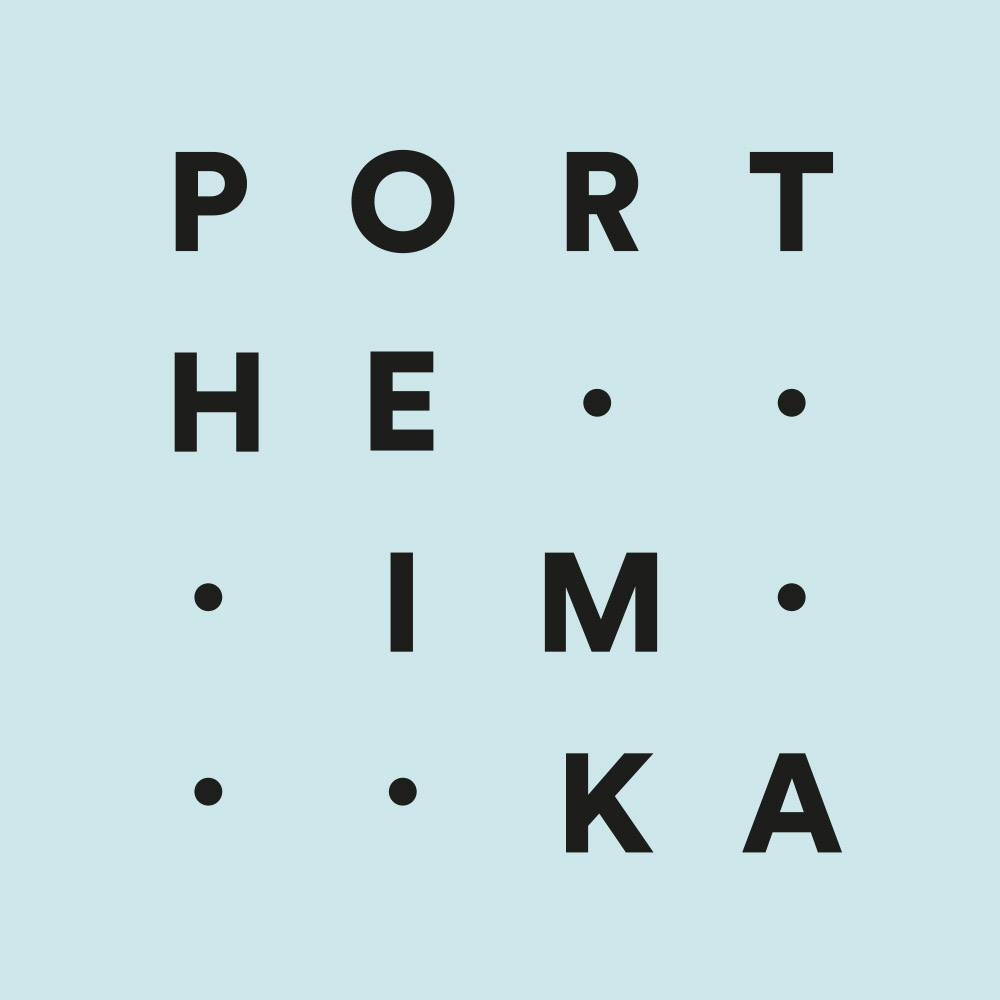
Museum skla - logo

Část rozsáhlých pozemků vinic a zahrad, patřící do roku 1420 kartuszánskému
klášteru, vlastnil po bělohorské bitvě Michna z Vacínova, po něm Michal Schofflera od něho je v roce smrti svého otce Kryštofa
Dientzenhofera († 1722) zakoupil Kilián Ignác Dientzenhofer. Ten v jejich západní části při Plzeňské silnici v roce 1728 postavil pro sebe a svou rodinu letohrádek. Sochařskou výzdobu s pískovce na průčelí vytesal Antonín Braun: jsou to poprsí římských imperátorů (na atice) a dvojice alegorických ženských bust "Den" a "Noc". Dvě chybějící busty imperátorů (sňaté před bouráním jižního křídla letohradku) byly přeneseny do parku Klamovka. Ostatní originály byly v 70. letech přemístěny do Národní galerie v Praze a na fasádu umístěny jejich kopie). 
Malířskou výzdobu vytvořil Václav Vavřinec Reiner roku 1729. Dochovala se z ní freska Bakchanálie v oválném poli klenby ústředního sálu a zbytky ornamentální dekorace kolem dveří, ostatní malby podlehly v roce 1872 požáru. Součástí letohrádku byla i barokní zahrada. Směrem k řece po obou stranách dnešních ulic V botanice a Zborovská s touto zahradou sousedila Slavatovská zahrada s letohrádkem, tehdy již v držení jezuitů, kterým Dientzenhofer v zahradě postavil pavilon.
Po Dienzenhoferově smrti v roce 1752 podle závěti letohrádek zdědila jeho manželka Anna a tři děti z prvního manželství. Ti vedli typické dědické spory, a proto smíchovský dům prodali paní Felicitě Nellové z Nellenberku, jejíž rodina vlastnila dva malostranské domy (U sedmi čertů a čp. 174/III ve Sněmovní ulici). Paní Nellová prodala v roce 1756 nebo 1758 smíchovský letohrádek Františku Leopoldu Buquoyovi.  Hrabě Buquoy upravil zahradu v rokokovém stylu a vystavěl zde skleníky pro exotické rostliny, zejména módní oranžérie a fíkovny. Po deset let pak Buquoyka byla středem společenského života. V zimě se tu konaly taneční slavnosti a plesy, v létě slavnosti zahradní. Ale již syn Františka Leopolda opustil své smíchovské sídlo a pronajal je.  Patrně koncem 18. století byla k letohrádku přistavěna dvě boční křídla v klasicistním slohu. Od roku 1804 stavba sloužila jako továrna na cikorku Ferdinanda Delorme (1755-1827), který ji vlastnil až do smrti, pak byla roku 1828 dědici ve veřejné dražbě prodána.
Další majitelé, bratři Moses Porges von Portheim (1782-1870) a Leopold Porges von Portheim (1785-1869)  si dali roku 1830 na polovině zahrady postavit továrnu na výrobu kartounu. Velkou zkázu na letohrádku napáchal rozsáhlý požár v roce 1872. V souvislosti se stavbou kostela sv. Václava dále došlo k parcelaci další části zahrady a ke zboření jižního křídla letohrádku (v roce 1884).
Letohrádek byl zestátněn v roce 1945. V roce 1963 se zde usídlil Svaz českých výtvarných umělců a jeho galerie současného výtvarného umění byla na počest stavitele Portheimky nazvána "Galerie D“. Chátrající objekt v devadesátých letech převzala do své správy městská část Praha 5 a dala jej rekonstruovat pod vedením Tomáše Zetka. Pokračovala dramaturgie galerie současného umění, zejména knižních ilustrací. Vysílala odtud rozhlasová stanice Classic FM.

## Současnost
V současné době Portheimka patří městské části Praha 5. V roce 2016 proběhla výměna střešní krytiny, oprava historického krovu a obnova fasády. Galerii a reprezentační prostory v 1. patře mělo v letech 2017-2022 pronajato Museum Kampa - Nadace Jana a Medy Mládkových, které zde na základě koncesní smlouvy s Prahou 5 a ve spolupráci s Uměleckoprůmyslovým muzeem v Praze provozovalo expozici skla. Provoz musea skla byl na jaře 2022 ukončen. Od roku 2023 je prostor v režii městské části Praha 5 opět využíván k výstavní činnosti. U příležitosti znovuobnovení výstavní činnosti byla uspořádána rozsáhlá výstava nazvaná Dientzenhoferova Portheimka - barokní klenot Smíchova. V prvním patře letohrádku se autor a kurátor výstavy Pavel Fabini věnoval životu a díle Kiliána Ignáce Dientzenhofera. V přízemí pak výstava pokračovala historií objektu a osudy jeho majitelů až do konce 20. století. Výstavu shlédlo téměř 2000 návštěvníků, čímž se stala jednou z nejnavštěvovanějších výstav uspořádaných v Portheimce v posledních dvou desetiletích.

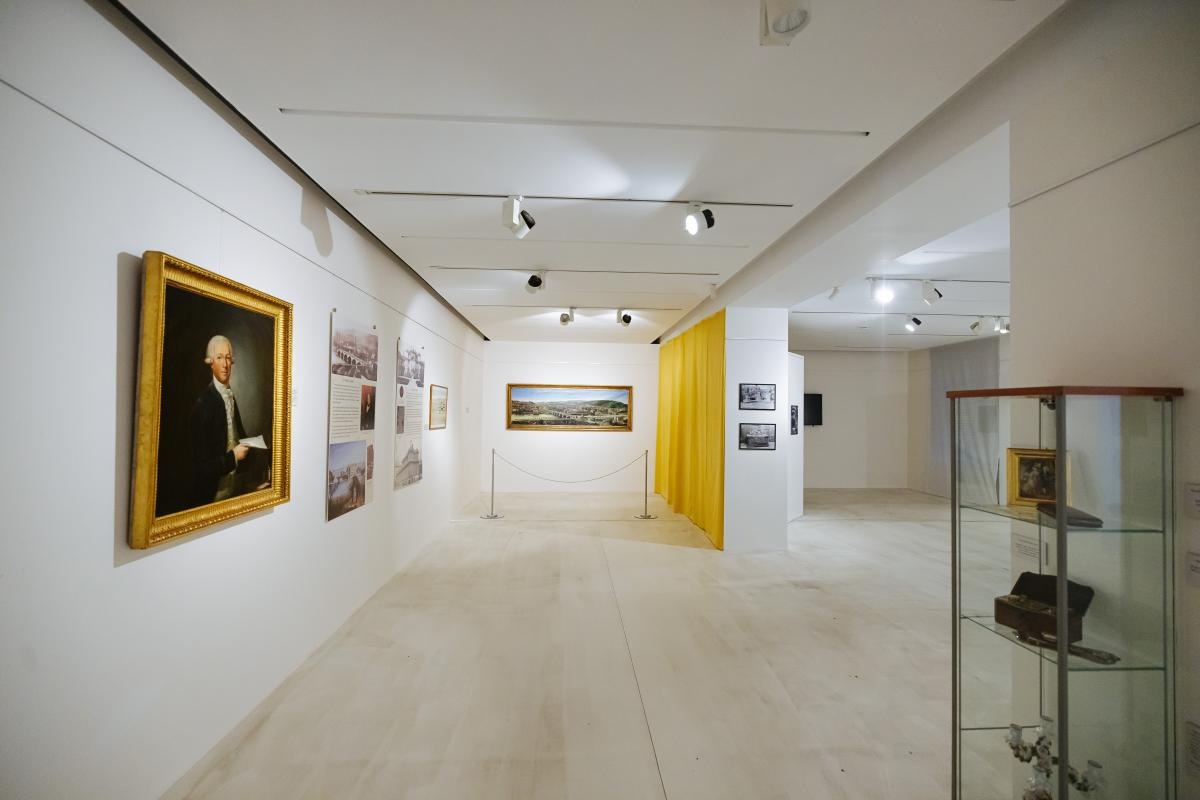
Snímek z výstavy Dientzenhoferova Portheimka

Od 30. ledna do 6. dubna 2025 se zde konala výstava soch Jaroslav Róna a jeho žáci.
Samostatným bočním vchodem je přístupná část bývalé "Galerie D", kterou městská část využívá pro pořádání krátkodobých výstav umělců, spjatých s Prahou 5. V přízemí objektu se nachází kavárna "Českavárna Portheimka".